# RSA-129
RSA-129 ist eine Semiprimzahl aus dem Bereich Zahlentheorie der Mathematik. Die 129 Dezimalziffern lange Zahl wurde 1977 in einer Kolumne von Martin Gardner in der Zeitschrift Scientific American abgedruckt, war aber nicht Teil der RSA Factoring Challenge. Sie wurde am 2. April 1994 mit dem Quadratischen Sieb faktorisiert.
Die Faktorisierung von RSA-129 ist:
114.381.625.757.888.867.669.235.779.976.146.612.010.218.296.721.242.362.562.561.842.935.706.935.245.733.897.830.597.123.563.958.705.058.989.075.147.599.290.026.879.543.541 =
3.490.529.510.847.650.949.147.849.619.903.898.133.417.764.638.493.387.843.990.820.577 × 32.769.132.993.266.709.549.961.988.190.834.461.413.177.642.967.992.942.539.798.288.533
Die Berechnungen wurden unter der Leitung von Derek Atkins, Michael Graff, Arjen Lenstra und Paul Leyland von 600 Freiwilligen parallel ausgeführt. Diese sammelten acht Monate lang sogenannte Kongruenzen, die per E-Mail (oder FTP) an den zentralen Rechner übermittelt wurden. In 45 Stunden wurden auf einem Supercomputer aus den 4,3 GB Daten die zwei Teiler bestimmt.